# Agrostis × stebleri
Agrostis × stebleri là một loài thực vật có hoa lai ghép trong họ Hòa thảo. Loài này được lai giữa A. agrostiflora và A. stolonifera. Loài này được (Asch. & Graebn.) Portal mô tả khoa học đầu tiên năm 2009.